# Классный мюзикл: Каникулы
«Классный мюзикл: Каникулы» (англ. High School Musical 2) — американский музыкальный молодёжный кинофильм, являющийся продолжением «Классного мюзикла» (2006).

## Сюжет
В летние каникулы ребята из East High School планируют подработать, поскольку впереди — последний школьный год перед поступлением в колледж. Капитан школьной баскетбольной команды Дикие коты («East High Wildcats») Трой Болтон (Зак Эфрон) неожиданно получает приглашение на работу в загородном клубе. По предложению Троя на работу в клуб также принимаются его одноклассники.
Вскоре оказывается, что клуб принадлежит родителям Шарпей Эванс (Эшли Тисдейл), которая задумала отбить Троя у Габриэллы (Ванесса Хадженс). В клубе ежегодно проводится Летний Конкурс талантов, в котором традиционно побеждала Шарпей. Но сейчас, когда Трой и Габриэлла хотят участвовать в конкурсе, успех Шарпей под большим вопросом, поэтому она не останавливается ни перед чем.
И Трой оказывается перед серьёзным выбором: что для него важнее — друзья и самоуважение или грант и поддержка при поступлении в колледж…

## В ролях
| Актёр           | Роль                                   |
| --------------- | -------------------------------------- |
| Зак Эфрон       | Трой Болтон                            |
| Ванесса Хадженс | Габриэлла Монтез                       |
| Эшли Тисдейл    | Шарпей Эванс                           |
| Лукас Грейбил   | Райан Эванс                            |
| Элисон Рид      | Мисс Дарбус                            |
| Корбин Блю      | Чед Дэнфорт                            |
| Моник Коулман   | Тейлор Маккесси                        |
| Олеся Рулин     | Келси Нилсен                           |
| Крис Уоррен мл. | Зик                                    |
| Барт Джонсон    | тренер Джек Болтон                     |
| Райн Санборн    | Джейсон                                |
| Марк Тейлор     | Мистер Фултон (управляющий клубом)     |
| Майли Сайрус    | Танцующая у бассейна в последней сцене |

## Трансляция
Премьера фильма состоялась 17 августа 2007 года (канал Уолта Диснея, США). 9 сентября 2007 года фильм был показан в Гонконге, Малайзии, Филиппинах и Сингапуре, 17 сентября 2007 года — в Японии, 14 июня 2008 года — в России.

## Продолжение
Третий фильм из серии «Классный мюзикл» под названием «Классный мюзикл: Выпускной» вышел на экраны в 2008 году. В отличие от первых двух фильмов, демонстрировавшихся только по телевидению и (в дальнейшем) на DVD, последний первоначально показывается в кинотеатрах.
1. 1 2 3 4  Internet Movie Database (англ.) — 1990.